# (1480) Aunus
(1480) Aunus es un asteroide que forma parte del cinturón de asteroides y fue descubierto por Yrjö Väisälä desde el observatorio de Iso-Heikkilä, Finlandia, el 18 de febrero de 1938.

## Designación y nombre
Aunus se designó inicialmente como 1938 DK.
Más tarde fue nombrado así en honor de un nieto del descubridor.

## Características orbitales
Aunus está situado a una distancia media de 2,203 ua del Sol, pudiendo acercarse hasta 1,963 ua. Tiene una inclinación orbital de 4,861° y una excentricidad de 0,1088. Emplea 1194 días en completar una órbita alrededor del Sol.